# Perrine Laffont
Perrine Laffont (Lavelanet, 28 oktober 1998) is een Franse freestyleskiester. Ze vertegenwoordigde haar vaderland op de Olympische Winterspelen 2014 in Sotsji en op de Olympische Winterspelen 2018 in Pyeongchang.

## Carrière
Bij haar wereldbekerdebuut, in januari 2014 in Calgary, scoorde Laffont direct haar eerste wereldbekerpunten. Tijdens de Olympische Winterspelen van 2014 in Sotsji eindigde de Française als veertiende op het onderdeel moguls. In maart 2014 behaalde ze in Voss haar eerste toptienklassering in een wereldbekerwedstrijd.
Op de wereldkampioenschappen freestyleskiën 2015 in Kreischberg eindigde Laffont als zesde op het onderdeel dual moguls en als dertiende op het onderdeel moguls. Op 27 februari 2016 boekte de Française in Tazawako haar eerste wereldbekerzege. In de Spaanse Sierra Nevada nam ze deel aan de wereldkampioenschappen freestyleskiën 2017. Op dit toernooi werd ze wereldkampioene op het onderdeel dual moguls, op het onderdeel moguls behaalde ze de zilveren medaille. Tijdens de Olympische Winterspelen van 2018 in Pyeongchang veroverde Laffont de gouden medaille op het onderdeel moguls. Aan het eind van het seizoen 2017/2018 sleepte de Française de wereldbeker op het onderdeel moguls in de wacht.
Op de wereldkampioenschappen freestyleskiën 2019 in Park City prolongeerde ze de wereldtitel op het onderdeel dual moguls, op het onderdeel moguls sleepte ze de bronzen medaille in de wacht. In het seizoen 2018/2019 prolongeerde Laffont de wereldbeker op het onderdeel moguls, daarnaast greep ze de eindzege in het algemene wereldbekerklassement.

## Resultaten

### Olympische Winterspelen
| Jaar | Plaats      | Resultaten |
| ---- | ----------- | ---------- |
| 2014 | Sotsji      | 14e Moguls |
| 2018 | Pyeongchang | Moguls     |

### Wereldkampioenschappen
| Jaar | Plaats        | Resultaten                |
| ---- | ------------- | ------------------------- |
| 2015 | Kreischberg   | 6e Dual Moguls 13e Moguls |
| 2017 | Sierra Nevada | Dual Moguls · Moguls      |
| 2019 | Park City     | Dual Moguls · Moguls      |

### Wereldbeker
Eindklasseringen
| Seizoen   | Algm | MO     |
| --------- | ---- | ------ |
| 2013/2014 | 88e  | 19e    |
| 2014/2015 | 61e  | 16e    |
| 2015/2016 | 11e  | Brons  |
| 2016/2017 | 8e   | Zilver |
| 2017/2018 | 4e   | Goud   |
| 2018/2019 | Goud | Goud   |
| 2019/2020 | Goud | Goud   |

Wereldbekerzeges
| Datum            | Plaats         | Onderdeel   |
| ---------------- | -------------- | ----------- |
| 27 februari 2016 | Tazawako       | Moguls      |
| 5 maart 2016     | Moskou         | Dual Moguls |
| 25 februari 2017 | Thaiwoo        | Moguls      |
| 10 januari 2018  | Deer Valley    | Moguls      |
| 3 maart 2018     | Tazawako       | Moguls      |
| 7 december 2018  | Ruka           | Moguls      |
| 26 januari 2019  | Mont Tremblant | Moguls      |
| 23 februari 2019 | Tazawako       | Moguls      |
| 24 februari 2019 | Tazawako       | Dual Moguls |
| 7 december 2019  | Ruka           | Moguls      |
| 14 december 2019 | Thaiwoo        | Moguls      |
| 15 december 2019 | Thaiwoo        | Dual Moguls |
| 25 januari 2020  | Mont Tremblant | Moguls      |
| 1 februari 2020  | Calgary        | Moguls      |
| 6 februari 2020  | Deer Valley    | Moguls      |
| 22 februari 2020 | Tazawako       | Moguls      |
| 7 maart 2020     | Krasnojarsk    | Dual Moguls |
| 5 december 2020  | Ruka           | Moguls      |
| 12 december 2020 | Idre Fjäll     | Moguls      |
| 13 december 2020 | Idre Fjäll     | Dual Moguls |
| 4 februari 2021  | Deer Valley    | Moguls      |